# 棘吻藍吻犁頭鰩
棘吻藍吻犁頭鰩（學名：Glaucostegus spinosus），又稱棘吻藍吻犁頭鰩，為軟骨魚綱犁頭鰩目藍吻犁頭鰩科藍吻犁頭鰩屬的其中一種，分布於東太平洋墨西哥下加利福尼亞南部海域，本魚體延長而平扁，吻部白色，嘴巴幾乎平直，整個上表面粗糙，體長可達34公分，棲息於沿海沙泥底質海域，為底棲性魚類，肉食性，卵胎生，生活習性不明。